# Diplazium sanderi
Diplazium sanderi là một loài thực vật có mạch trong họ Woodsiaceae. Loài này được (C. Chr.) L. Pacheco miêu tả khoa học đầu tiên năm 1994.